# Giappone ai Giochi della XVI Olimpiade
Il Giappone ha partecipato ai Giochi della XVI Olimpiade che si sono svolti a Melbourne dal 22 novembre all'8 dicembre 1956 e a Stoccolma dall'11 al 17 giugno dello stesso anno (solo per gli eventi equestri) -  
con una delegazione di 112 atleti, di cui 16 donne, impegnati in 14 discipline, aggiudicandosi 4 medaglie d'oro, 10 d'argento e 5 di bronzo.

## Medagliere

### Per discipline
| Sport        | Oro | Argento | Bronzo | Totale |
| ------------ | --- | ------- | ------ | ------ |
| Lotta libera | 2   | 1       | 0      | 3      |
| Ginnastica   | 1   | 5       | 5      | 11     |
| Nuoto        | 1   | 4       | 0      | 5      |
| Totale       | 4   | 10      | 5      | 19     |

### Medaglie
| Medaglia | Atleta                                                                                 | Sport        | Evento                           |
| -------- | -------------------------------------------------------------------------------------- | ------------ | -------------------------------- |
| Oro      | Takashi Ono                                                                            | Ginnastica   | Sbarra                           |
| Oro      | Shōzo Sasahara                                                                         | Lotta libera | Pesi piuma                       |
| Oro      | Mitsuo Ikeda                                                                           | Lotta libera | Pesi welter                      |
| Oro      | Masaru Furukawa                                                                        | Nuoto        | 200 metri rana maschili          |
| Argento  | Akira Kono Masami Kubota Masao Takemoto Nobuyuki Aihara Shinsaku Tsukawaki Takashi Ono | Ginnastica   | Concorso a squadre maschile      |
| Argento  | Takashi Ono                                                                            | Ginnastica   | Concorso individuale maschile    |
| Argento  | Nobuyuki Aihara                                                                        | Ginnastica   | Corpo libero maschile            |
| Argento  | Takashi Ono                                                                            | Ginnastica   | Cavallo con maniglie             |
| Argento  | Masami Kubota                                                                          | Ginnastica   | Parallele simmetriche            |
| Argento  | Shigeru Kasahara                                                                       | Lotta libera | Pesi leggeri                     |
| Argento  | Tsuyoshi Yamanaka                                                                      | Nuoto        | 400 metri stile libero maschili  |
| Argento  | Tsuyoshi Yamanaka                                                                      | Nuoto        | 1500 metri stile libero maschili |
| Argento  | Masahiro Yoshimura                                                                     | Nuoto        | 200 metri rana maschili          |
| Argento  | Takashi Ishimoto                                                                       | Nuoto        | 200 metri farfalla maschili      |
| Bronzo   | Masao Takemoto                                                                         | Ginnastica   | Anelli                           |
| Bronzo   | Masami Kubota                                                                          | Ginnastica   | Anelli                           |
| Bronzo   | Takashi Ono                                                                            | Ginnastica   | Parallele simmetriche            |
| Bronzo   | Masao Takemoto                                                                         | Ginnastica   | Parallele simmetriche            |
| Bronzo   | Masao Takemoto                                                                         | Ginnastica   | Sbarra                           |

## Risultati

### Calcio
| Atleta | Classifica |                     |
| --- | --- | ------------------- |
| V · D · M Nazionale olimpica giapponese · Calcio ai Giochi Olimpici Estivi 1956 1 Kawamoto · 2 Kinoshita · 3 Shimomura · 4 Furukawa · 5 Takabayashi · 6 Mimura · 7 Hiraki · 8 Satō · 9 Ozawa · 10 Ōmura · 11 Takamori · 12 Tokita · 13 Kobayashi · 14 Naganuma · 15 Iwabuchi · 16 Yaegashi · 17 Uchino · 18 Kitaguchi · CT : Takenokoshi | 9° |                     |
| Nazionale olimpica giapponese · Calcio ai Giochi Olimpici Estivi 1956 | |                     |
| 1 Kawamoto · 2 Kinoshita · 3 Shimomura · 4 Furukawa · 5 Takabayashi · 6 Mimura · 7 Hiraki · 8 Satō · 9 Ozawa · 10 Ōmura · 11 Takamori · 12 Tokita · 13 Kobayashi · 14 Naganuma · 15 Iwabuchi · 16 Yaegashi · 17 Uchino · 18 Kitaguchi · CT: Takenokoshi                                                                                  | 1 Kawamoto · 2 Kinoshita · 3 Shimomura · 4 Furukawa · 5 Takabayashi · 6 Mimura · 7 Hiraki · 8 Satō · 9 Ozawa · 10 Ōmura · 11 Takamori · 12 Tokita · 13 Kobayashi · 14 Naganuma · 15 Iwabuchi · 16 Yaegashi · 17 Uchino · 18 Kitaguchi · CT: Takenokoshi | Giappone (bandiera) |

### Pallacanestro
| Atleta | Classifica |
| --- | ---------- |
| V · D · M Nazionale giapponese - Pallacanestro ai Giochi della XVI Olimpiade 3 Itoyama · 4 Fujita · 5 Sugiyama · 6 Arai · 7 Saitō · 8 Shōji · 9 Konno · 10 Noborisaka · 11 Imaizumi · 12 Ōhira · 13 Nara · All. Tetsuo Ōba | 10°        |
| Nazionale giapponese - Pallacanestro ai Giochi della XVI Olimpiade |            |
| 3 Itoyama · 4 Fujita · 5 Sugiyama · 6 Arai · 7 Saitō · 8 Shōji · 9 Konno · 10 Noborisaka · 11 Imaizumi · 12 Ōhira · 13 Nara · All. Tetsuo Ōba                                                                              |            |